# Energy Murambadoro
Energy Murambadoro (ur. 27 czerwca 1982 w Gokwe) – zimbabwejski piłkarz grający na pozycji bramkarza.

## Kariera klubowa
Karierę piłkarską Murambadoro rozpoczął w klubie CAPS United Harare. W 2000 roku zadebiutował w jego barwach w zimbabwejskiej Premier League. W 2004 roku przeszedł do południowoafrykańskiego Hellenic FC z Kapsztadu. Po rozegraniu 10 spotkań w Premier Soccer League odszedł do izraelskiego Bene Sachnin.
W 2005 roku Murambadoro wrócił do Zimbabwe, do CAPS United. W tamtym roku wywalczył z CAPS mistrzostwo kraju. W 2006 roku przeszedł do Benoni Premier United z RPA, ale już w 2007 roku ponownie był zawodnikiem CAPS United. W 2008 roku Zimbabwejczyk po raz trzeci trafił do RPA. Do 2009 roku bronił w zespole Bidvest Wits, a na początku 2010 roku podpisał kontrakt z Mpumalanga Black Aces.

## Kariera reprezentacyjna
W reprezentacji Zimbabwe Murambadoro zadebiutował w 2002 roku. W 2004 roku podczas Pucharu Narodów Afryki 2004 wystąpił we 2 spotkaniach: z Egiptem (1:2) i z Kamerunem (3:5). W 2006 roku był trzecim bramkarzem w Pucharze Narodów Afryki 2006 i nie rozegrał tam żadnego spotkania.